# Félix de Aquitania
Félix de Aquitania y Vasconia (floruit en los años 660) fue un patricio del reino franco durante la época Merovingias.  Tenía su sede en Toulouse. Según el Miracula sancti Martialis lemovicensis del siglo X, Félix era "un noble y renombrado patricio de la ciudad de Toulouse, que había obtenido autoridad sobre todas las ciudades hasta los Pirineos y sobre los inicuos Wascones," aquello es, los Gascones. Felix es probablemente el primer gobernante del Ducado de Aquitania que evolucionó del antiguo reino de Cariberto II en las décadas que siguen su muerte (632) y hasta la sumisión de los gascones por Dagoberto I. A pesar del hecho que  está al frente de la lista de gobernantes semiindependientes de Aquitania que se extiende a lo largo de la Edad Media,  es considerado como extremadamente "misterioso" y "oscuro".
Félix era probablemente seguidor de Clotario III y su mayordomo, Ebroin. Su patriciado corresponde a los años en que el elegido de Clotario, Eremberto, fue obispo de Toulouse. Después de la muerte de Clotario (673), Eremberto se retiró y el hermano de Clotario, Childerico II, tomó el trono y depuso a Ebroin. En esta época, un tal Lupus, a quien los Miracula describen como "venidero a" Félix, presidió un sínodo regional en Burdeos, aunque Félix siguió en el poder en Aquitania. Este sínodo fue celebrado bajo Childerico II, lo que indica una continuidad de la soberanía o suzeranía franca sobre Aquitania y Vasconia en la época, pero una ruptura con los Merovingios parece haber sucedido tras la muerte de Childerico en 675. Lupus es a menudo considerado un protegido de Félix, que delegó en él Vasconia, y quién finalmente le sucedió en Aquitania. Por otro lado, era un adversario de Ebroin, por lo que puede haber sido un enemigo de Félix que usurpó su autoridad en Vasconia. Posteriormente, Lupus controló el sur de Aquitania e intentó afirmar su poder al norte tras su muerte.

## Más lectura
- Rouche, Michel (1979). L'Aquitaine des Wisigoths aux Arabes (418–781): Naissance d'une région. París: Éditions Jean Touzot.

| Predecesor: Boggis | Duque de Aquitania 660 - 670 | Sucesor: Lupus I |

| Predecesor: Amando | Duque de Vasconia 660 - 670 | Sucesor: Lupus I |

- Datos: Q2530994